# Museo nazionale iracheno
Il Museo nazionale iracheno (in arabo المتحف الوطني العراقي‎?) è il principale museo di Baghdad, capitale dell'Iraq.

## Fondazione
Il museo fu creato dall'esploratrice e scrittrice britannica Gertrude Bell e aperto poco prima della sua morte nel 1926 come Museo archeologico di Bagdad nella zona centrale della città.

## Collezioni
Grazie alle ricchezze archeologiche della Mesopotamia, le collezioni del museo erano tra le più importanti al mondo, con reperti che risalgono a più di 5000 anni fa, suddivisi in 28 tra gallerie e sale, frutto di cospicui lavori di scavo anche internazionali.

## Storia recente
Chiuso nel 1991 durante la guerra del Golfo, il museo non fu mai riaperto sotto il regime di Saddam Hussein.
Nei mesi precedenti la Guerra in Iraq molti esperti mondiali chiesero al Pentagono e al governo britannico di proteggere il museo dai bombardamenti e di non perpetrare danni, ma  il museo fu comunque soggetto al saccheggio e successivo incendio, tra l'8 aprile e il 12 aprile 2003, conseguente alla presa di Bagdad da parte delle truppe statunitensi, duramente criticate per non aver tutelato le collezioni del museo.
Diversi reperti furono in seguito ritrovati in Giordania, Stati Uniti, Svizzera, Giappone, Italia, in vendita perfino su eBay.